# Manuel Gleizer Editor
Manuel Gleizer Editor fue una editorial creada por Manuel Gleizer (1889-1966), ruso-judío radicado en Buenos Aires a principios del siglo XX. La editorial comenzó su actividad de manera casi informal en el año 1924 publicando Como los vi yo, un ensayo de Joaquín de Vedia. En la editorial publicaron gran parte de los más reconocidos escritores argentinos que, entonces, comenzaban su carrera literaria.
Manuel Gleizer carecía de formación escolar y de conocimientos literarios. Se guiaba por su intuición, organizando concursos literarios, escuchando hablar a los escritores en las tertulias a la que asistían en su librería La Cultura y, a veces, por los consejos de Alberto Gerchunoff.
La editorial se caracterizó por publicar obras de autores jóvenes sin importarle la ideología política ni la posición social de los autores. En 1926, publicó Molino rojo, el primer libro de poema de Jacobo Fijman; en 1928, No toda es vigilia la de los ojos abiertos, de Macedonio Fernández; en 1931, El hombre que está solo y espera, de Raúl Scalabrini Ortiz.
En su editorial publicaron: Horacio Quiroga, Leopoldo Lugones, Samuel Eichelbaum, Raúl González Tuñón, Jorge Luis Borges, Evaristo Carriego y Nicolás Olivari, entre otros que llegaron a constituir el núcleo fundamental de la literatura nacional.